# Eloy Azorín
Eloy José Arenas Azorín (Madrid, 19 de febrero de 1977) es un actor español de cine, teatro y televisión. Es hijo del humorista Eloy Arenas.

## Biografía
Eloy José Arenas Azorín, de nombre artístico Eloy Azorín, nació el 19 de febrero de 1977 en Madrid. Es el hijo del humorista Eloy Arenas y de Amelia Azorín, que además de ser su madre es su representante en Camelion, compañía que ella misma dirige.
A los 22 años protagonizó su primera película, Todo sobre mi madre de Pedro Almodóvar, y desde entonces no ha parado de trabajar tanto en cine como en televisión.
En 2006 interpretó a Jofré Borgia en la película Los Borgia, de Antonio Hernández.
Desde 2011 y hasta 2013, interpretó a Javier Alarcón en la serie Gran Hotel de Antena 3 como uno de los personajes principales, y desde 2010 como recurrente en Aída como Edu, el prometido de Paz.
Desde 2014 y hasta 2015 dio vida a Pablo, en la nueva serie de la cadena Antena 3 llamada Sin identidad y que está protagonizada por Megan Montaner.
Ha participado en los videoclips "Canción de Guerra" del grupo baezano Supersubmarina y "Everyday, Everynight" de Russian Red; además de en webseries como El fútbol nos vuelve locos e Inquilinos de su amiga y directora Inés de León.
En 2013 presentó la entrega de premios del concurso de cortometrajes No te cortes.
En 2016 participa en el capítulo 120 de la serie de Telecinco, La que se avecina donde interpreta a Gonzalo, un atractivo viudo que necesita ayuda psicológica de Judith (Cristina Castaño), y quién termina con esquizofrenia psicótica.
El actor ha escrito el prólogo del libro El mundo amarillo de Albert Espinosa.
En enero de 2018 se estrenó la serie Apaches en Antena 3, en la que participa como actor principal.

## Filmografía

### Largometrajes
| Año  | Título                                    | Director                        |
| ---- | ----------------------------------------- | ------------------------------- |
| 1996 | Como un relámpago                         | Miguel Hermoso                  |
| 1998 | Atómica                                   | David Menkes y Alfonso Albacete |
| 1999 | Todo sobre mi madre                       | Pedro Almodóvar                 |
| 1999 | Aunque tú no lo sepas                     | J. Vicente Córdoba              |
| 2000 | Besos para todos                          | Jaime Chávarri                  |
| 2001 | Guerreros                                 | Daniel Calparsoro               |
| 2001 | Juana la loca                             | Vicente Aranda                  |
| 2002 | Cuba                                      | Pedro Carvajal                  |
| 2003 | El año del diluvio                        | Jaime Chávarri                  |
| 2004 | A+                                        | Xavier Ribera Perpiñá           |
| 2006 | Skizo                                     | Jesús Ponce                     |
| 2006 | Los Borgia                                | Antonio Hernández               |
| 2008 | No me pidas que te bese, porque te besaré | Albert Espinosa                 |
| 2010 | Todas las canciones hablan de mí          | Jonás Trueba                    |
| 2014 | Pancho, el perro millonario               | Tom Fernández                   |
| 2022 | Jaula                                     | Ignacio Tatay                   |

### Cortometrajes
- Aquellos días, este tiempo Cortometraje de Alejandro Moreno.
- Los sueños de Ulma Cortometraje de Rómulo Aguillaume y Leonor Watling.
- Ida y vuelta Cortometraje de David Martín Porras.
- Parenthesis Cortometraje de José Luis García-Pérez.
- Santiago de Sangre Cortometraje de F. Calvelo.
- Babies for Gina Cortometraje de Lara Serodio.
- Sofía Cortometraje de Álvaro Brechner.
- Tras las puertas Cortometraje de Chema del Pozo.
- La luz que me ilumina Cortometraje de Emilio McGregor.
- Jardines deshabitados Cortometraje de Pablo Malo.

### Televisión
| Año         | Título              | Cadena                 | Personaje               | Notas        |
| ----------- | ------------------- | ---------------------- | ----------------------- | ------------ |
| 1998        | Hermanas            | Telecinco              | Cantante                | 1 episodio   |
| 1998        | La vida en el aire  | La 2                   | Juanjo                  | 13 episodios |
| 2003        | Ausias March        | La 1                   | Príncipe de Viana       | TV Movie     |
| 2003        | Arroz y tartana     | La 1                   | Juanito                 | TV Movie     |
| 2004        | Hospital Central    | Telecinco              | Daniel Alonso           | 7 episodios  |
| 2008        | Guante blanco       | La 1                   | Jorge Lestón            | 8 episodios  |
| 2010 - 2012 | Aída                | Telecinco              | Eduardo Sastre          | 12 episodios |
| 2011 - 2013 | Gran Hotel          | Antena 3               | Javier Alarcón          | 39 episodios |
| 2013        | Águila Roja         | La 1                   | Padre Javier            | 1 episodio   |
| 2014 - 2015 | Sin identidad       | Antena 3               | Pablo López Redondo     | 23 episodios |
| 2016        | La que se avecina   | Telecinco              | Gonzalo                 | 1 episodio   |
| 2018        | Apaches             | Antena 3               | Eduardo Sastre          | 12 episodios |
| 2017 - 2018 | Traición            | La 1                   | Rafael "Rafa" Sotomayor | 9 episodios  |
| 2018        | El Continental      | La 1                   | Antonio Montesinos      | 6 episodios  |
| 2019 - 2020 | Alta mar            | Netflix                | Fernando Fábregas       | 22 episodios |
| 2021        | Yrreal              | RTVE Play              | Luis                    | 6 episodios  |
| 2022        | La edad de la ira   | Atresplayer            | Álvaro                  | 1 episodio   |
| 2024        | Bandidos            | Netflix                | El Español              | 2 episodios  |
| 2024        | Ni una más          | Netflix                | Pablo                   | 8 episodios  |
| 2024        | Bellas artes        | Disney+                | Mario Casal             | 1 episodio   |
| 2025        | Perdiendo el juicio | Atresplayer / Antena 3 | Jaime Ortiz             | 6 episodios  |
| 2025        | Cuando nadie nos ve | HBO España             | Ramón                   | 7 episodios  |

### Teatro
- La gata sobre el tejado de zinc (2017)
- Algo de ruido hace, dirigida por Lautaro Perotti.
- En la roca de Ignacio García.
- Sálvese quién pueda, dirigida por Esteve Ferrer.
- A Electra le sienta bien el luto de Mario Gas.
- El retrato de Dorian Gray, dirigida por María Ruiz.
- Confesiones de un bartender de Nancho Novo.

## Premios
- Premio Ercilla Revelación (2004)
- Mejor actor en el Festival Internacional de Cinema de Comedia de Peñíscola por Besos para todos.